# Monteiasi
Monteiasi község Olaszország Puglia régiójában, Taranto megyében.

## Fekvése
Taranto városától keletre fekszik, a Murgia-fennsíkon.

## Története
A település első említése 1578-ból származik. A következő évszázadokban az Ungaro nemesi család birtoka volt.

## Népessége
A népesség számának alakulása:

## Főbb látnivalói
- San Giovanni Battista-templom (16. század)